# Викулов, Павел Иванович
Па́вел Ива́нович Вику́лов (1920, Новая Андреевка, Саратовская губерния — 23 января 1945, Быдгощ, Куявско-Поморское воеводство) — советский танкист, гвардии младший лейтенант.

## Биография
Родился в 1920 году в деревне Новая Андреевка (ныне — Павловского района Ульяновской области) в крестьянской семье. Впоследствии семья переехала жить в Сызрань, где он окончил полную среднюю школу (10 классов), швейно-трикотажный техникум. С началом войны в эвакуации в Казахстане.
В Красной Армии с 1942 года.

### В годы Великой Отечественной войны
На фронте с июля 1942 года. Поначалу воевал в пехоте, затем был направлен в Саратовское танковое училище, которое окончил в 1944 году.
Командир взвода 3-го танкового батальона 50-й гвардейской Уманско-Померанской танковой бригады (9-го гвардейского танкового Уманского корпуса, 2-й гвардейской танковой армии, 1-го Белорусского фронта) гвардии младший лейтенант П. И. Викулов отличился в январе 1945 года в боях за польские города Сохачев, Быдгощ. В ночь на 23 января взвод Викулова был отправлен на разведку в расположение железнодорожной станции Чирны-Борск. В результате разведки боем взвод уничтожил 5 танков противника, 23 орудия, 6 миномётов, 8 пулемётов, до 1000 солдат и офицеров противника. Сам П. И. Викулов погиб. Похоронен в городе Лабишин в сквере на улице Бурчинска.
Указом Президиума Верховного Совета СССР от 27 февраля 1945 года, гвардии младшему лейтенанту Викулову Павлу Ивановичу присвоено звание Героя Советского Союза, посмертно.

## Память

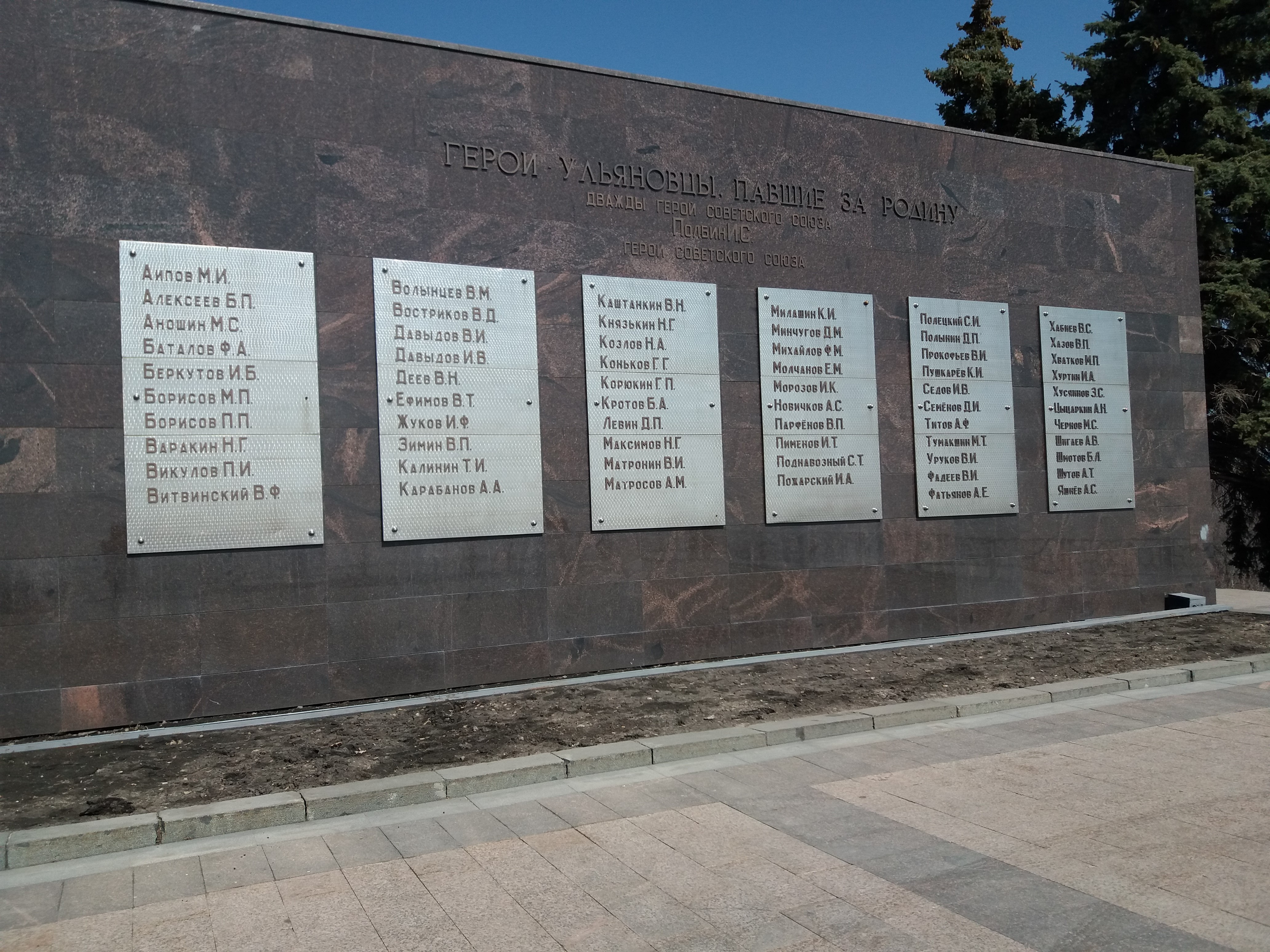
Стела с именами Героев (Ульяновск, пл. 30-летие Победы).

- Стела с именами Героев (Ульяновск, пл. 30-летие Победы).В деревне Новая Андреевка, где родился П. И. Викулов, установлен памятник Герою.

- 30 апреля 2015 года лицей города Сызрань (шк. № 1), где учился Павел Иванович, был назван в его честь. Памятный мемориал был открыт 30 апреля 2015 года.
- Его имя высечено на Стеле монумента 30-летия Победы в Ульяновске.

## Награды
- Герой Советского Союза (медаль «Золотая Звезда» и орден Ленина; 27.02.1945)[1][2].